# مجموعه تخت قلعه
مجموعه تخت قلعه مربوط به سدهٔ ۹ ه‍.ق است و در شهرستان اورمیه، روستای ناناس واقع شده و این اثر در تاریخ ۲۴ خرداد ۱۳۶۶ با شمارهٔ ثبت ۱۷۳۰ به‌عنوان یکی از آثار ملی ایران به ثبت رسیده‌است.